# Afrodisiac (dal)
Az Afrodisiac Brandy amerikai énekesnő második kislemeze negyedik, Afrodisiac című stúdióalbumáról. Csak Észak-Amerikán kívül jelent meg.

## Felvételek
Az Afrodisiac az egyik első dal volt, amit Brandy, Kenisha és Kenneth Pratt, valamint Timbaland producer felvett a Hit Factory Criteria stúdióban, Miamiban. Brandy kijelentette, hogy ez a kedvenc dala az albumon. „Hallhatják benne a vágyakozást a szerelem után” jelentette ki az Ebony magazinnak adott interjújában. „Mostanáig nem volt afrodiziákum az életemben.”
A dal egyike volt annak a háromnak, ami már a megjelenés előtt több mint fél évvel kiszivárgott, ezért lehetősége volt arra, hogy az album első kislemezévé váljon. Mikor a kiadó a Talk About Our Love-ot választotta első kislemeznek, Timbaland számos magazinban kifejezte nemtetszését, és Brandy is kijelentette, hogy szerette volna, ha az album címadó dala az első kislemez, de a végső döntés Benny Medina menedzser és az Atlantic Records vezetői kezében volt.

## Videóklip
A dal videóklipjét Matthew Rolston rendezte, és egy Los Angeles-i stúdióban forgatták tizenhárom óra alatt. Koreográfusa Laurie Ann Gibson volt. Témáját egyetlen megbeszélés alatt találták ki. Rolston tervei alapján Brandy és táncosai bokáig érő vízben táncolnak, a vizet visszatükröző falak előtt. Egyszerű látványvilágot akartak elérni, ezért kevés színt használtak, főként fehéret, aranyat és feketét. A klip és a klipkészítés dokumentumfilmje is megjelent DVD kislemezen.

## Számlista
| CD kislemez (Európa) 1. Afrodisiac (Album version) 2. Sirens 3. Talk About Our Love (TKC edit w/ Rap) 4. Afrodisiac (videóklip) CD kislemez (Egyesült Királyság) 1. Afrodisiac (Album version) 2. Talk About Our Love (E-Smoove classic edit) 12" maxi kislemez (Egyesült Királyság) 1. Afrodisiac (Johnny J’s Full Vox Mix) 2. Afrodisiac (Dre’s Dub Mix) | 12" maxi kislemez (Egyesült Királyság) 1. Afrodisiac (Album version) 2. Afrodisiac (Instrumental) 3. Sirens DVD kislemez 1. Afrodisiac (Album version) 2. Sirens 3. Afrodisiac (videóklip) 4. Talk About Our Love (videóklip) 5. Making of Afrodisiac (videófelvétel) 6. Brandy-fotógaléria |

## Helyezések
| Slágerlista (2004)                        | Legmagasabb helyezés |
| ----------------------------------------- | -------------------- |
| Ausztrál ARIA kislemezlista               | 31                   |
| Brit kislemezlista                        | 11                   |
| Euro 200                                  | 23                   |
| Francia kislemezlista                     | 25                   |
| Ír kislemezlista                          | 22                   |
| Kínai kislemezlista                       | 9                    |
| Németország, fekete előadók slágerlistája | 1                    |
| Orosz kislemezlista                       | 9                    |
| Svájci kislemezlista                      | 36                   |